# Pterolophia apicespinosa
Pterolophia apicespinosa är en skalbaggsart som beskrevs av Stefan von Breuning 1938. Pterolophia apicespinosa ingår i släktet Pterolophia och familjen långhorningar. Inga underarter finns listade i Catalogue of Life.